# Zakuski
Zakuski (rusky закуски, singulár закуска zakuska) je skupina různorodých jídel v ruské kuchyni určených ke konzumaci v malých porcích, obdoba předkrmů, chuťovek, hors d'oeuvre, finger food, tapas či meze. Mohou být servírovány teplé, ale častěji jsou studené a typicky zahrnují solené ryby či maso, studené pečeně, ryby či maso v aspiku, kaviár, slaninu, vařenou, pečenou či kvašenou zeleninu, houby nebo různé saláty, například viněgret nebo Olivier. Tradičně slouží jako doplněk ke konzumaci vodky, ale také jsou servírovány před hlavním jídlem jako předkrmy či jako bufet.
Zakuski vychází ze staršího typu pokrmů nazývaného rassolnoje (рассольное, z рассол „nálev z kvašených okurek), jež byl znám v 16. a 17. století. Podle Domostroje mezi rassolnoje náleží například solená ryba, ryba vařená v okurkovém láku, sušená ryba, pirožky s prosnou nádivkou či vjazigou, kvašené houby nebo raci. V 18. a 19. století byl tento druh pokrmů silně ovlivněn francouzskou kuchyní, především co se týče jeho luxusní funkce, suroviny a postupy však zůstávaly typicky ruské.